# Phidiana hiltoni
Phidiana hiltoni är en snäckart som först beskrevs av Charles Henry O'Donoghue 1927.  Phidiana hiltoni ingår i släktet Phidiana och familjen Facelinidae. Inga underarter finns listade i Catalogue of Life.

## Bildgalleri

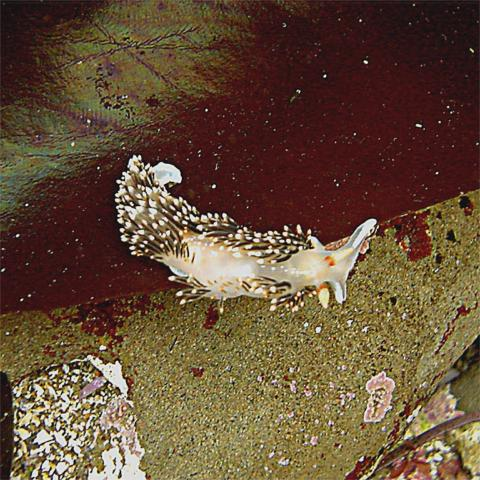